# Vùng thử nghiệm hạt nhân Nevada
Vùng thử nghiệm hạt nhân Nevada (tiếng Anh: Nevada Test Site, NTS; tên chính thức kể từ 2010 là Nevada National Security Site, NNSS) là một vùng đất thuộc sở hữu của Bộ Năng lượng Hoa Kỳ, nằm ở quận Nye, tiểu bang Nevada. Trước đây gọi là Nevada Proving Ground, khu vực này được thành lập ngày 11 tháng 1 năm 1951 cho việc thử nghiệm vũ khí hạt nhân, bao gồm cả khu sa mạc gần đó và khu vực miền núi rộng 1.350 dặm vuông (3.500 km²), vùng thử nghiệm hạt nhân nằm ở khu vực thử nghiệm Nevada đã bắt đầu với một quả bom hạt nhân có trọng lượng nổ một kiloton (4 terajoule) trên mảng Yucca ngày 27 tháng 1 năm 1951. Nhiều hình ảnh độc đáo đã  được ghi nhận từ kỷ nguyên hạt nhân tại đây.

## Địa danh

### Vị trí

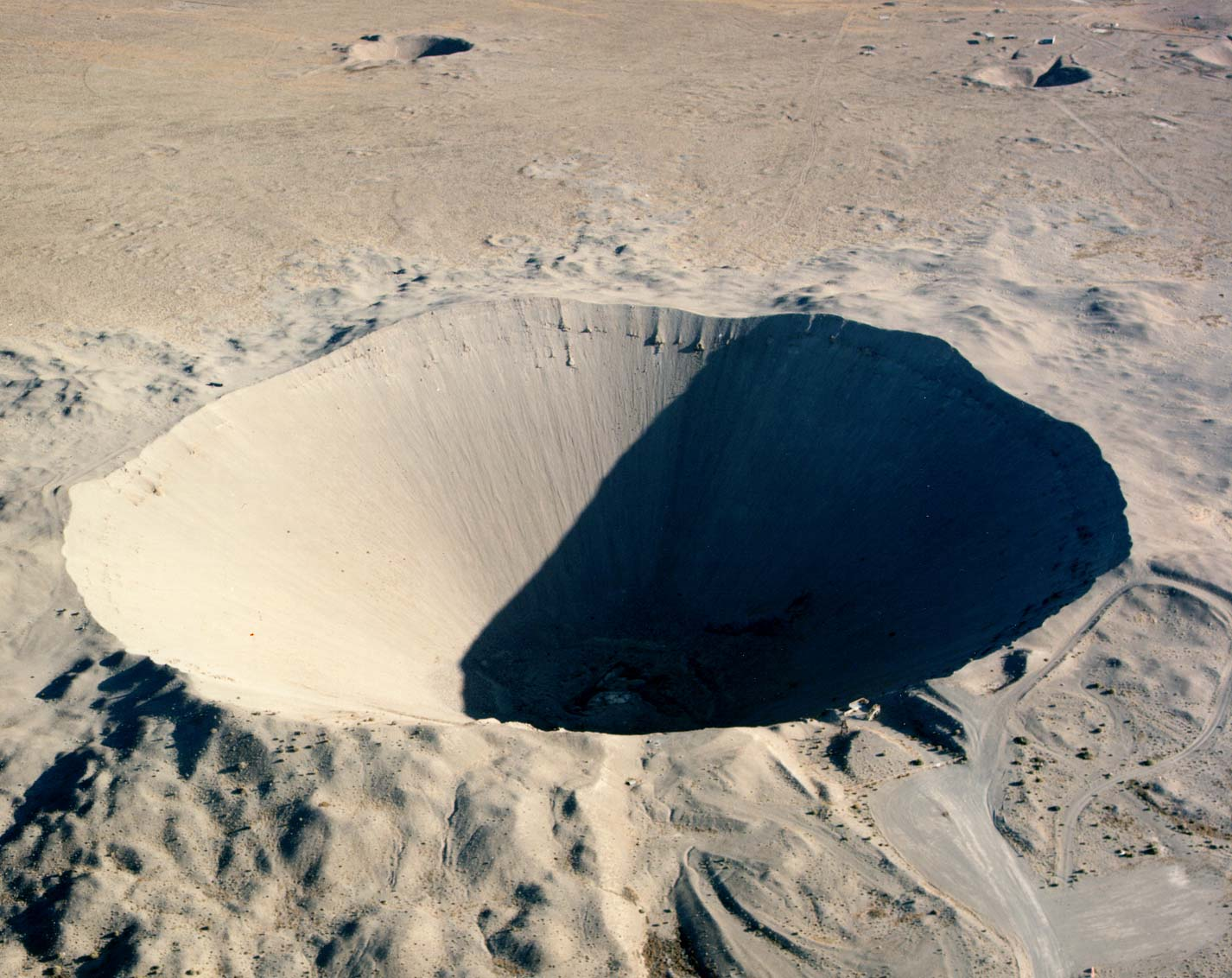
Hố bom Sedan Plowshare của một vụ thử nghiệm hạt nhân

Vùng thử nghiệm hạt nhân Nevada nằm khoảng 65 dặm (105 km) về phía tây bắc của thành phố Las Vegas, tại vị trí 37°07'LU 116°03'BT. Các hố bom thử nghiệm có thể được nhìn thấy rõ từ Google Maps.
Thành phố Mercury, Nevada nằm trong khu thử nghiệm Nevada và nó đã bị đóng cửa cho việc hoạt động quân sự tại khu vực này, tại thời điểm này nó có chứa một số đại diện từ Phòng thí nghiệm quốc gia Los Alamos, Phòng thí nghiệm quốc gia Lawrence Livermore, và Phòng thí nghiệm quốc gia Sandia. Khu vực 51 và cơ sở xử lý nước thải có chứa nồng độ hạt nhân rất cao ở bình nguyên Yucca nằm gần đó. Tháp BREN, một tháp cao 1.527 feet (465 mét) để thử nghiệm các bức xạ từ lò phản ứng.

### Cơ sở hạ tầng

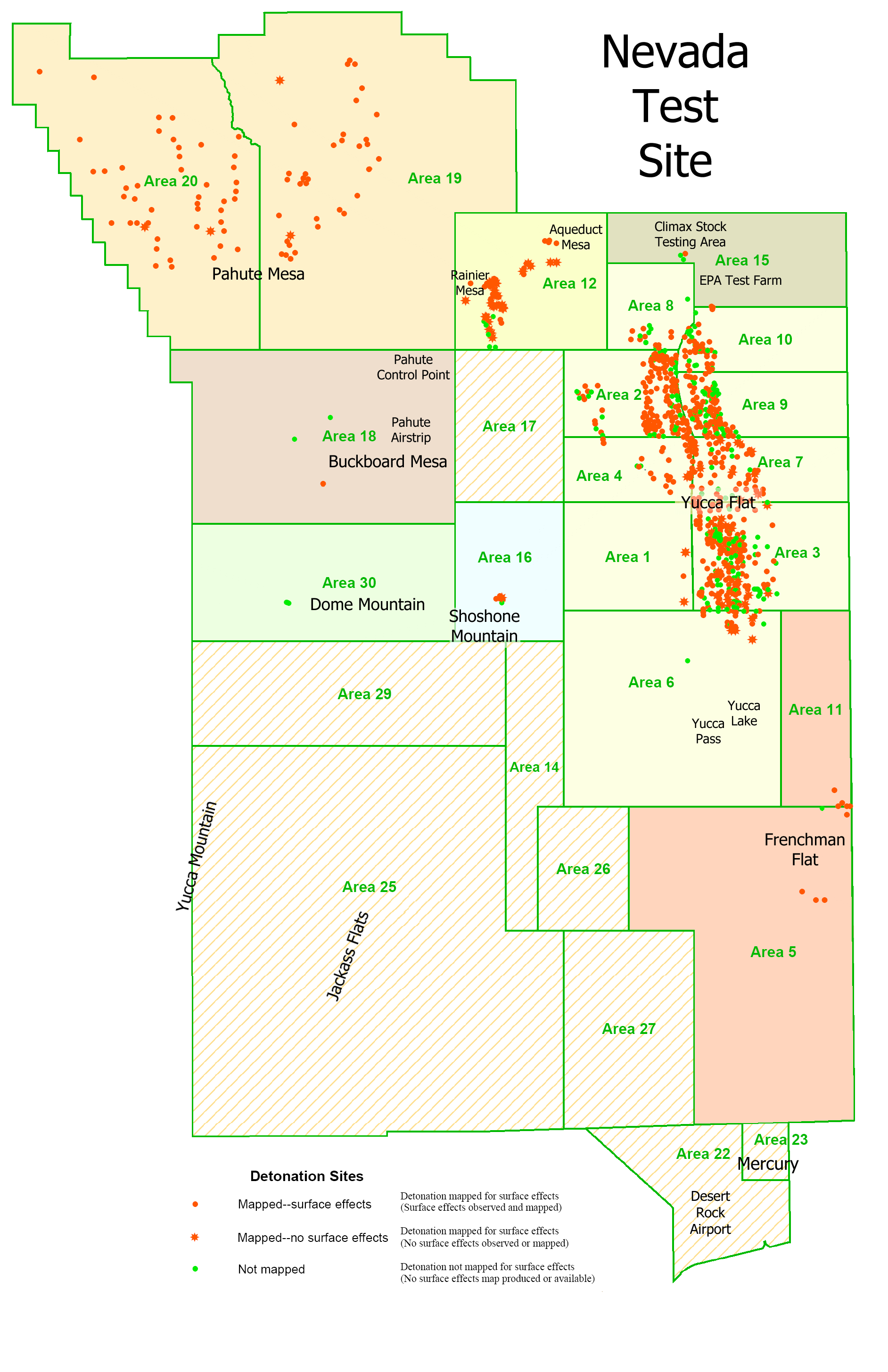
Bản đồ cho thấy các khu vực trong NNSS và các chấm đỏ thể hiện các vụ thử nghiệm hạt nhân đã tiến hành

Khu căn cứ chính của Vùng thử nghiệm Nevada gồm có:
- Khoảng 1.100 tòa nhà
- Con đường lát đá dài 400 dặm (643 km)
- Đường bộ không trải nhựa đường 300 dặm (482 km)
- 10 sân bay trực thăng
- 2 sân bay quân sự và dân sự

## Các khu vực

### Khu vực 1
Khu vực 1 đã được tổ chức 8 vụ thử nghiệm hạt nhân với tổng số 9 vụ nổ.  Bốn lần kiểm tra khí quyển đầu tiên đã được tiến hành trên khu vực 1 trong năm 1950, cũng như ba lần thử nghiệm dưới lòng đất trong năm 1971 và 1990. Năm 1955, một cuộc thí nghiệm dân sự (còn gọi là hoạt động Cue trên báo chí) đã nghiên cứu sự ảnh hưởng từ các vụ nổ hạt nhân đối với các loại công trình xây dựng khác nhau; một vài cấu trúc vẫn còn đứng vững thậm chí còn nguyên vẹn hoặc chỉ bị vỡ ít.
Các phóng xạ hiện tại do được trên mặt đất ở Khu vực 1 đã cung cấp những thông tin về việc môi trường bị ô nhiễm X- quang và phóng xạ do việc thử nghiệm các phản ứng hạt nhân đầu tiên. 

### Khu vực 2
Khu vực 2 là một bộ phận của vùng thử nghiệm Nevada ở sa mạc Mojave. Khu vực này nằm cách 18 dặm về phía tây nam của khu vực 51.
Khu vực 2 đã được vùng thử nghiệm Nevada cho thử 144 bài kiểm tra thử nghiệm bao gồm 169 vụ nổ.  Cuộc thử nghiệm Shot "Gabbs", đã được dự định cho nổ trong năm 1993, nhưng đã bị hủy bỏ. 

### Khu vực 3
Khu vực 3 đã tổ chức 266 cuộc thử hạt nhân với tổng số 288 vụ nổ, nhiều hơn bất kỳ khu vực nào khác của NTS. 
Là một phần của hoạt động Tinderbox, vào ngày 24 tháng 6 năm 1980, một nguyên mẫu vệ tinh nhỏ (DSCS III) đã bị phóng xạ từ phát bắn"Huron King"  trong một loại line-of-sight (VLOS) đã kiểm tra được 9 lần thực hiện trong Khu vực 3. Đây là một chương trình để cải thiện cơ sở dữ liệu về kỹ thuật thiết kế bom hạt nhân cứng cho các vệ tinh quốc phòng.
Các vụ thử nghiệm hạt nhân được kích nổ cuối cùng tại vùng thử nghiệm Nevada là hoạt động Julin '"phân hóa" vào ngày 23 tháng 9 năm 1992, ngay trước khi lệnh cấm tạm thời việc kết thúc tất cả các cuộc thử nghiệm hạt nhân. 

### Khu vực 4
Khu vực 4 đã tổ chức 40 cuộc thử hạt nhân với tổng số 44 vụ nổ. 
Đây là nơi cho các chất nổ lớn được thực nghiệm cơ sở. 

### Khu vực 5

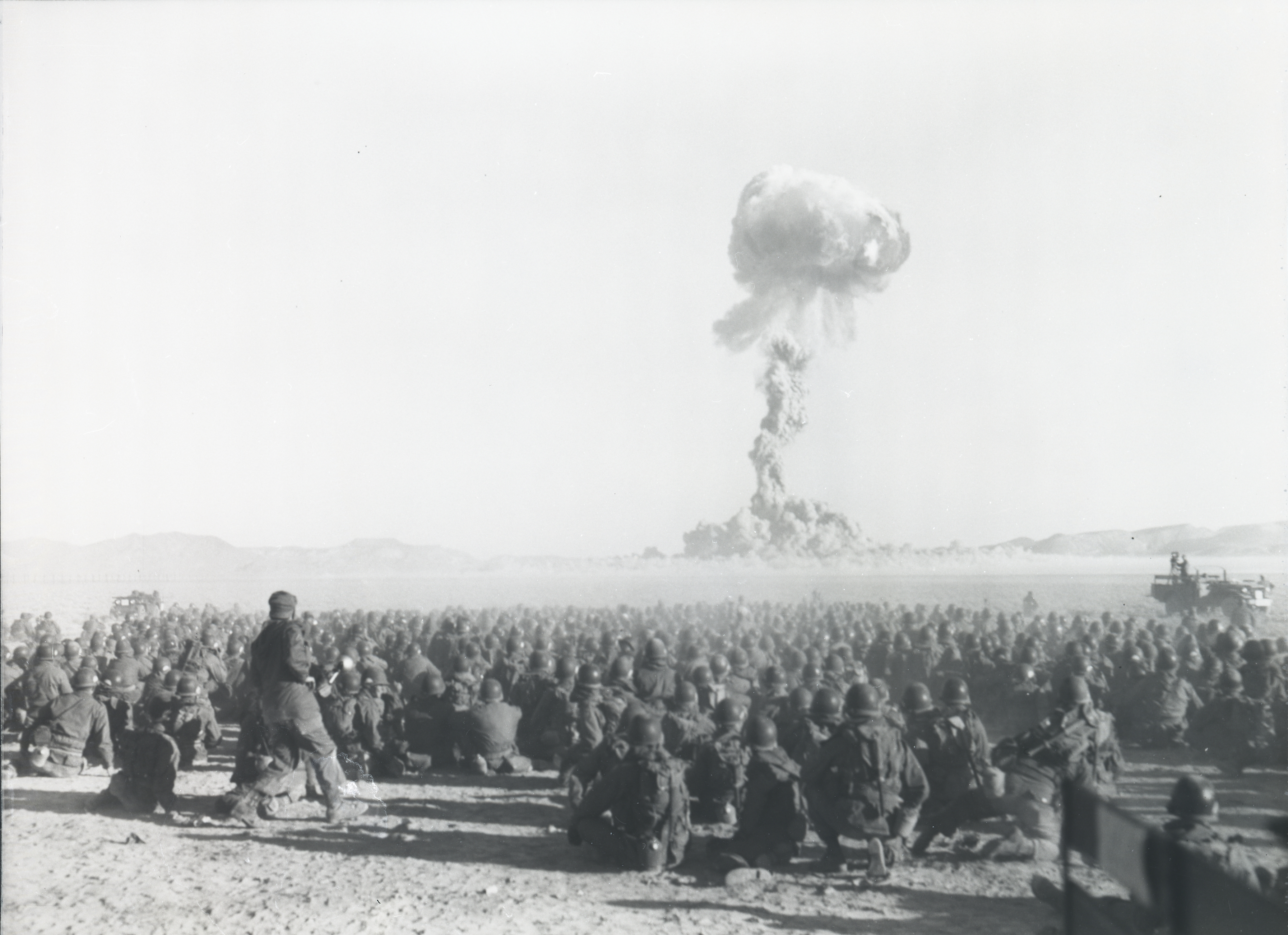
Một quả bom được kích nổ

Khu 5 đã tổ chức 19 cuộc thử hạt nhân.  Năm lần kiểm tra khí quyển đã được kích nổ, bắt đầu từ ngày 27 tháng 1 năm 1951 tại Khu 5 là một phần của hoạt động Ranger. Đây là những vụ thử hạt nhân đầu tiên tại NTS. Vụ nổ tháp tiếp tục được nghiên cứu tại Khu 5, và súng bắn Grable được bắn đi từ một nguyên tử Cannon M65 nằm trong Khu 11 đã phát nổ tại khu vực 5. Thử nghiệm Priscilla đã được tiến hành tại Khu 5 vào ngày 24 tháng 6 năm 1957.
Năm cuộc thử nghiệm dưới lòng đất đã được thiết lập tại Khu 5; bốn trong số những người bị tình cờ phát hành của các chất phóng xạ. Vào ngày 16 tháng 3 năm 1968, nhà vật lý Glenn T. Seaborg lưu diễn sắp tới Milk Shake bắn cú Operation Crosstie.  Milk Shake bị rò rỉ phóng xạ đã không được phát hiện bên ngoài ranh giới NTS.

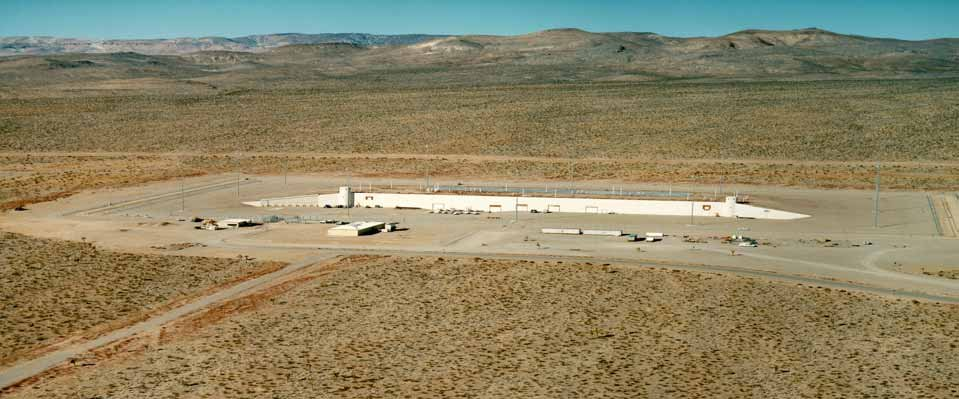
Một căn cứ trong khu vực 6

### Khu vực 6
Khu 6 đã tổ chức 4 cuộc thử hạt nhân với tổng cộng 6 vụ nổ.  Hai thị trấn chỉ được thành lập trong ranh giới của NTS từ trước đến năm 1947, BJ Wye và Mule Lick, được đặt tại Yucca Flats, trong khu vực 6. Khu vực có đường băng trải nhựa, đã được xây dựng trên một dải đất hạ cánh, đã tồn tại từ những năm 1950. Một số tòa nhà bao gồm một nhà chứa máy bay nằm gần đường băng. 
Các cơ sở thiết bị hội (DAF)  ban đầu được xây dựng để củng cố hoạt động lắp ráp chất nổ hạt nhân. Nó bây giờ phục vụ như là cơ sở thí nghiệm Criticality (CEF).
Các điểm kiểm soát  là trung tâm thông tin liên lạc của NTS. Nó được sử dụng bởi các bộ điều khiển để kích hoạt và giám sát các vụ nổ thử nghiệm hạt nhân.
Trong năm 1982, quả bom nguyên tử sống được hạ ngầm, các cơ sở đã bị tấn công bởi các chiến binh vũ trang. Các chiến sĩ bật ra được một đội ngũ an ninh tiến hành khoan không đúng lịch trình.

### Khu vực 7
Khu 7 đã tổ chức 92 cuộc thử hạt nhân. 

### Khu vực 8
Chất phóng xạ đã vô tình phát hiện từ năm 1970, sau cú bắn Baneberry tại Khu 8. Khu 8 đã tổ chức 13 cuộc thử hạt nhân với tổng số 15 vụ nổ. 

### Khu vực 9
Khu 9 đã tổ chức 115 cuộc thử hạt nhân với tổng số 133 vụ nổ. 
Là một trong những khu lớn nhất trong vùng thử nghiệm Nevada.

### Khu vực 11
Khu 11 được tổ chức 9 cuộc thử hạt nhân.  Bốn trong số các bài kiểm tra là những thử nghiệm an toàn vũ khí được tiến hành như dự án 56; chúng lây lan rất nhiều chất phóng xạ có hại xung quanh các vùng thử nghiệm mà khu 11 đã được gọi là "Plutonium Valley". 

### Khu vực 12
Khu 12 đã tổ chức 61 cuộc thử hạt nhân giữa năm 1957 và năm 1992, một trong số đó liên quan đến hai vụ nổ. Tất cả các thử nghiệm đã được tiến hành dưới Rainier và Aqueduct mesas.

### Khu vực 13
Không có Khu 13 trong NNSS, mặc dù tên gọi đó được gắn vào một phần của sân bay Nellis vì tiếp giáp với những góc đông bắc của Khu 15. Dự án 57 kiểm tra an toàn vũ khí  đã được tiến hành ở đây trên 24 tháng 4 năm 1957, lan rộng hạt phát ra bức xạ alpha trên một diện tích lớn. 

### Khu vực 14
Khu 14 chiếm khoảng 26 dặm vuông (67 km 2 ) ở phần trung tâm của NNSS. Thí nghiệm ngoài trời khác nhau được thực hiện trong khu này.  Không có thử nghiệm hạt nhân trong khí quyển hoặc ngầm đã được tiến hành tại khu vực 14. 

### Khu vực 15

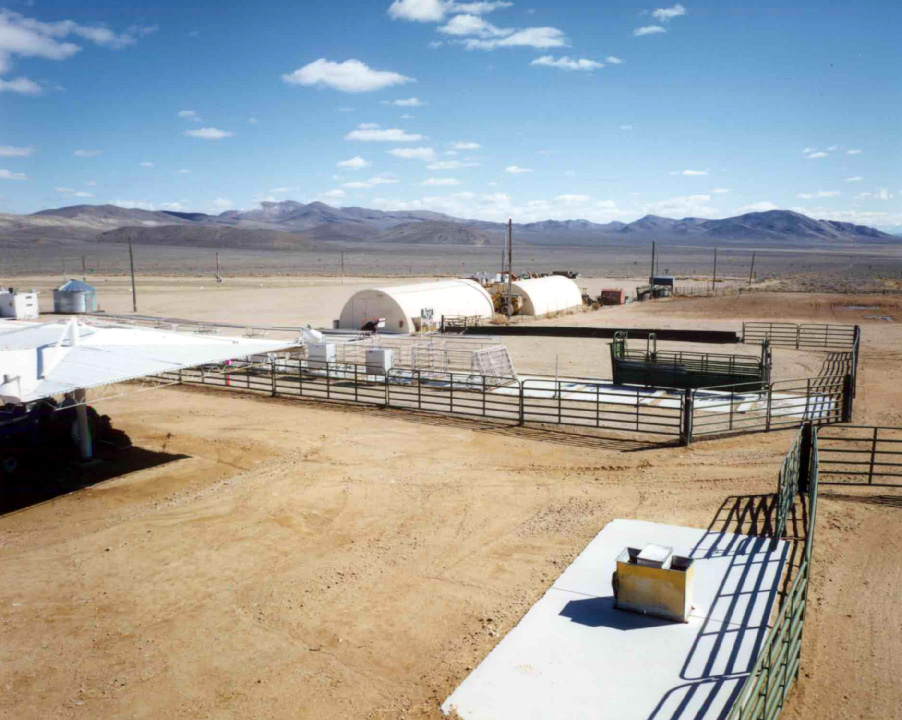
Một nông trang ở khu vực 15

Pile Driver là một nhiệm vụ đáng chú ý trong chương trình kiểm tra hạt nhân của Bộ Quốc phòng. Một công trình ngầm khổng lồ được xây dựng trong khu 15 để nghiên cứu cấu trúc vụ nổ phía bên dưới vị trí đặt quả bom khi được kích nổ.

### Khu vực 16
Khu 16 đã tổ chức 6 cuộc thử hạt nhân. 

### Khu vực 17
Không có thử nghiệm hạt nhân đã diễn ra tại khu vực 17. 

### Khu vực 18
Khu vực 18 đã tổ chức 5 cuộc thử hạt nhân.  và bao gồm cả Pahute Mesa Airstrip. 

### Khu vực 19
Pahute Mesa là một trong bốn khu vực thử nghiệm hạt nhân chính trong vùng an ninh quốc gia Nevada (NNSS). Nó chiếm 243 dặm vuông (630 km 2 ) ở góc phía tây bắc của NNSS. Phần đông được biết đến với Khu 19 và phần phía tây với Khu 20.
Tổng cộng có 85 thử nghiệm hạt nhân đã được tiến hành trong Pahute Mesa từ giữa năm 1965 và 1992. Ba trong số chúng là Boxcar, Benham và Handley - có năng suất trên một megaton. Ba thử nghiệm đã được tiến hành như một phần của Operation Plough và một như là một phần của Vela Uniform.

### Khu vực 20
Là một khu vực thử nghiệm cũ, chưa từng có một vụ thử nghiệm nào diễn ra tại đây.

### Khu vực 22
Không có thử nghiệm hạt nhân đã diễn ra tại khu vực 22.  Khu 22 lần tổ chức Rock Desert Camp, một cơ sở trung gian cho các binh sĩ trải qua đào tạo thực hiện vụ nổ hạt nhân trong khí quyển; như nhiều như 9.000 binh sĩ đã cắm trại ở đó trong năm 1955. Sân bay Rock Desert và đường băng của nó đã được mở rộng đến một 7.500 ft (2.300 m) chiều dài vào năm 1969 bởi Ủy ban Năng lượng nguyên tử. Đây là một trung tâm vận chuyển cho nhân viên và các nguồn cung cấp sẽ NNSS và cũng phục vụ như một dải hạ cánh khẩn cấp.

### Khu vực 23
Không có thử nghiệm hạt nhân đã diễn ra tại khu vực 23.  Các thị trấn như Mercury, Nevada nằm trong Khu 23. Khu vực này là con đường chính đến và đi từ NNSS địa điểm thử nghiệm bằng cách đi qua US Route 95. Một bãi rác vệ sinh mở nằm ở phía phía tây của Mercury, và một khu vực chất thải nguy hại khép kín tiếp giáp với bãi rác. Thủy ngân cũng là khu vực quản lý chính cho các trang web bao gồm một quán bar và quán cà phê lớn, nhà máy in, trung tâm y tế, kho bãi, quản lý đội tàu, thanh lý, trung tâm tái chế, văn phòng kỹ thuật, ký túc xá, và các khu vực hành chính khác cho cả các nhà thầu O & M, LLNL, nhân LANL, và SNL.Ở thời đỉnh cao trong năm 1950 và những năm 60 nó cũng đã tổ chức một số nhà hàng, chơi bowling, rạp chiếu phim, và một nhà nghỉ.

### Khu vực 26
Năm 1983, Bộ Quốc phòng, các Bộ Năng lượng và Cơ quan Quản lý Khẩn cấp Liên bang thực hiện các bài kiểm tra NUWAX-83 gần Port Gaston tại Khu 26, mô phỏng sự bùng nổ của một máy bay trực thăng vũ trang hạt nhân và sự lây lan dẫn đến các mảnh vỡ hạt nhân trên 65 mẫu Anh. Các chất phóng xạ được sử dụng để mô phỏng các vụ tai nạn đã trở thành trơ trong vòng chưa đầy 6 tháng. 
Một sự phức tạp tại tám dặm vuông được xây dựng tại Khu 26 trong việc hỗ trợ của Dự án Pluto.  Nó bao gồm sáu dặm đường, tòa nhà lắp ráp quan trọng, tòa nhà điều khiển, lắp ráp và cửa hàng các tòa nhà, và các tiện ích.  những tòa nhà đã được sử dụng gần đây như các cơ sở lò phản ứng giả trong việc đào tạo các phản ứng đầu tiên.

### Khu vực 28
Khu vực 28 không còn tồn tại; nó được gộp lại vào 2 khu vực là khu 25 và khu 27. 

### Khu vực 29
Không có thử nghiệm hạt nhân đã diễn ra tại khu vực 29.  Các địa hình gồ ghề của khu 29 phục vụ như một bộ đệm giữa các khu vực khác của NNSS. Một sân bay trực thăng đã có mặt tại Shoshone Peak.

### Khu vực 30
Khu vực 30 chiếm khoảng 59 dặm vuông (150 km 2 ) ở trung tâm của rìa phía tây của NNSS. Khu 30 có địa hình gồ ghề và bao gồm cả khu phía Bắc của Fortymile Canyon. Nó được sử dụng chủ yếu cho các cuộc huấn luyện quân sự và diễn tập. 
Khu 30 đã được NTS cho một cuộc thử nghiệm đơn hạt nhân, Crosstie Buggy nghiệm phụ trách, một phần của hoạt động cày rẽ , mà liên quan đến 5 lần đồng loạt phá hủy. 

## Danh sách vụ thử hạt nhân
| - Operation Ranger — 1951 - Operation Buster–Jangle — 1951 - Operation Tumbler–Snapper — 1952 - Operation Upshot–Knothole — 1953 - Operation Teapot — 1955 - Project 56 — 1955 - Operation Plumbbob — 1957 - Project 57, Project 58/58A — 1957–1958 - Operation Hardtack II — 1958 - Operation Nougat — 1961–1962 - Operation Plowshare — 1961–1973 (sporadic, at least one test a year) - Operation Sunbeam (aka Dominic II) — 1962 - Operation Dominic — 1962–1963 - Operation Fishbowl - 1962 - Operation Storax — 1963 - Operation Niblick — 1963–1964 - Operation Whetstone — 1964–1965 - Operation Flintlock — 1965–1966 - Operation Latchkey — 1966–1967 - Operation Crosstie — 1967–1968 - Operation Bowline — 1968–1969 - Operation Mandrel — 1969–1970 | - Operation Emery — 1970 - Operation Grommet — 1971–1972 - Operation Toggle — 1972–1973 - Operation Arbor — 1973–1974 - Operation Bedrock — 1974–1975 - Operation Anvil — 1975–1976 - Operation Fulcrum — 1976–1977 - Operation Cresset — 1977–1978 - Operation Quicksilver — 1978–1979 - Operation Tinderbox — 1979–1980 - Operation Guardian — 1980–1981 - Operation Praetorian — 1981–1982 - Operation Phalanx — 1982–1983 - Operation Fusileer — 1983–1984 - Operation Grenadier — 1984–1985 - Operation Charioteer — 1985–1986 - Operation Musketeer — 1986–1987 - Operation Touchstone — 1987–1988 - Operation Cornerstone — 1988–1989 - Operation Aqueduct — 1989–1990 - Operation Sculpin — 1990–1991 - Operation Julin — 1991–1992 |

## Hình ảnh

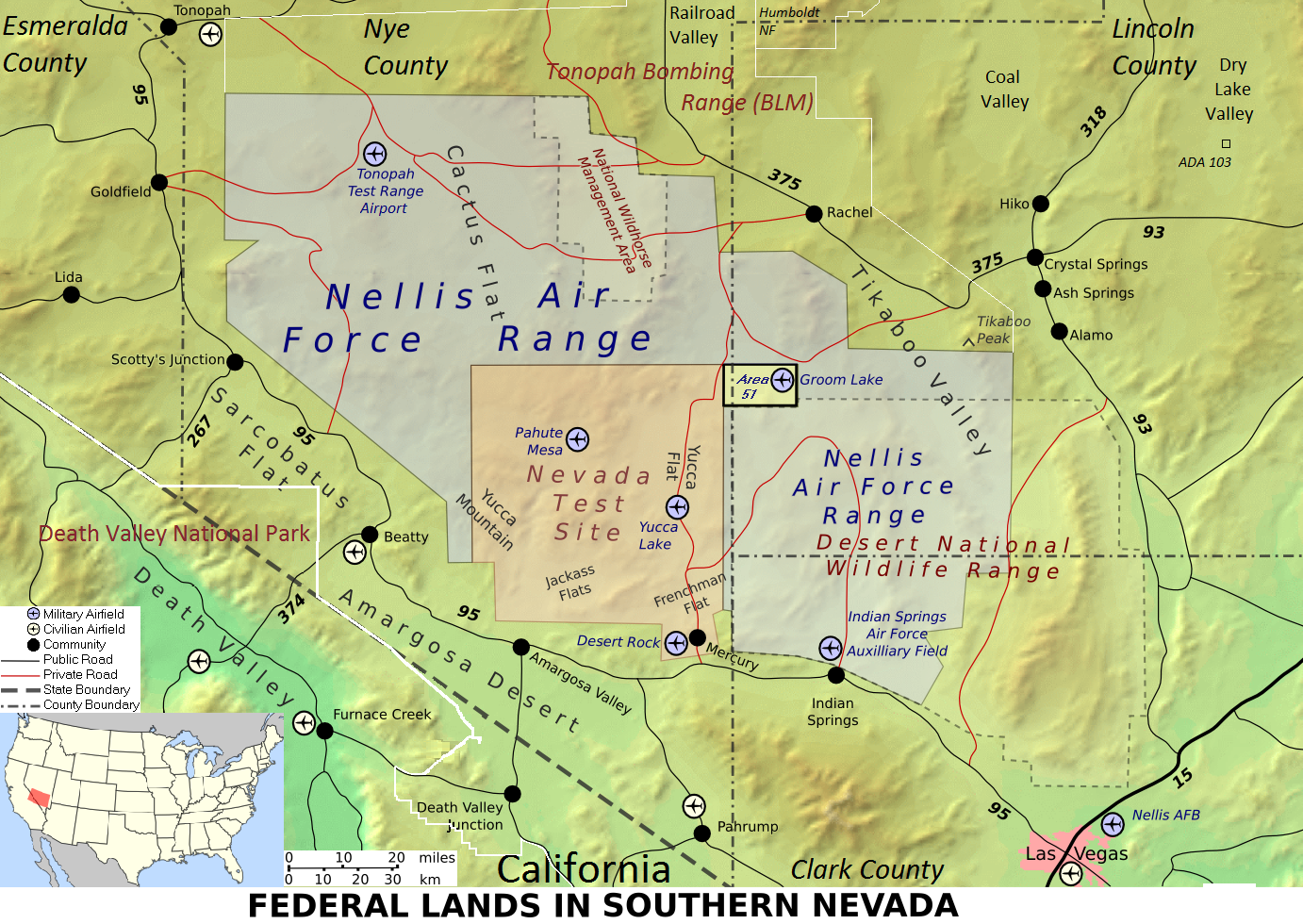
Bản đồ địa lý khu thử nghiệm Nevada
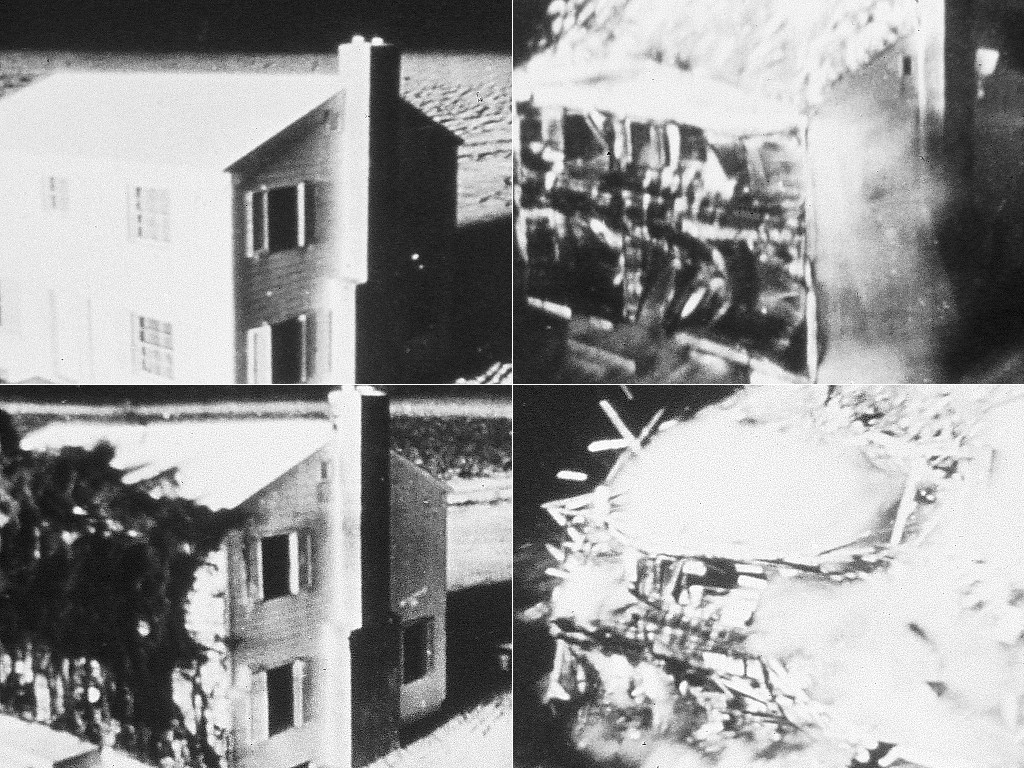
Một căn nhà bị ảnh hưởng sau một vụ thử nghiệm hạt nhân gần đó
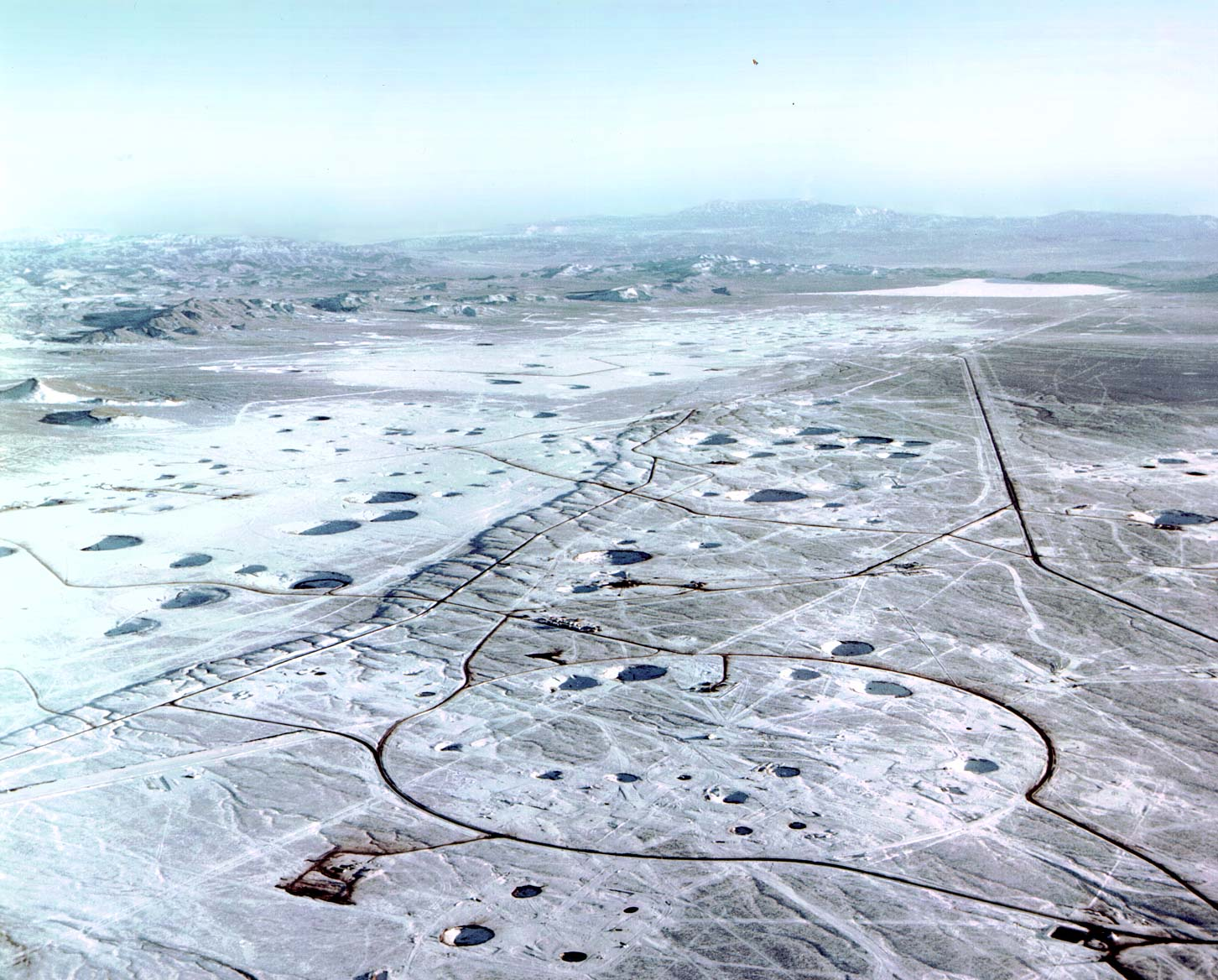
Các hố bom và miệng núi lửa lún sau các vụ thử nghiệm tại bình nguyên Yucca
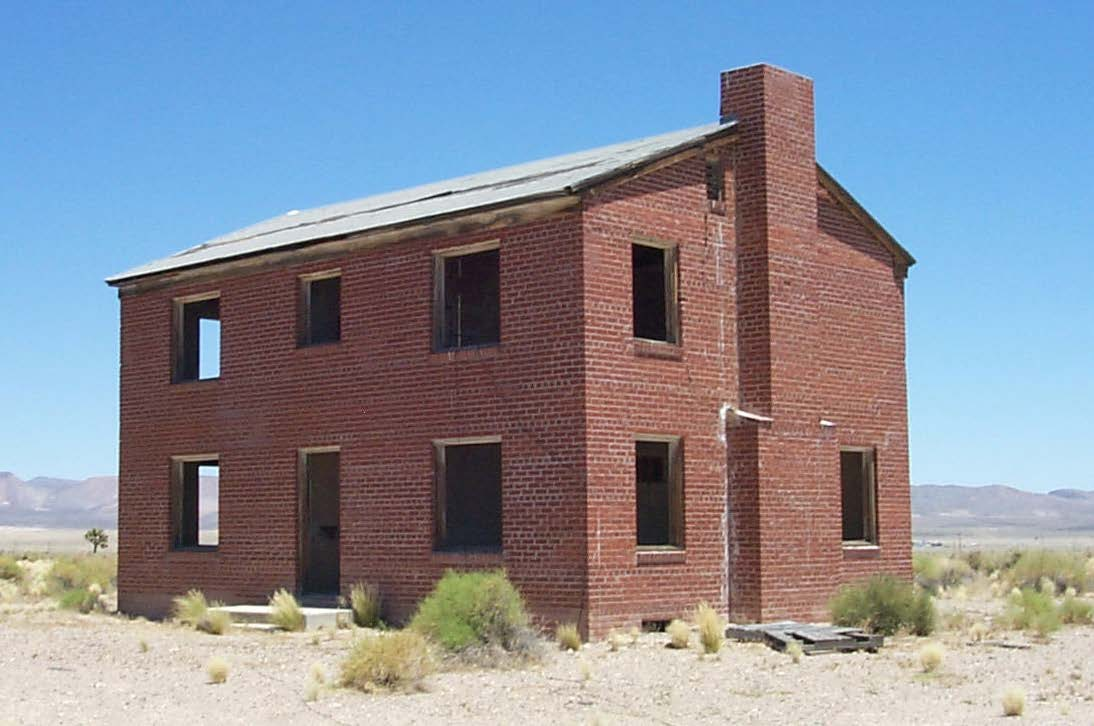
Một căn nhà nằm trong vùng thử nghiệm bị bỏ hoang đã được sử dụng cho quân đội
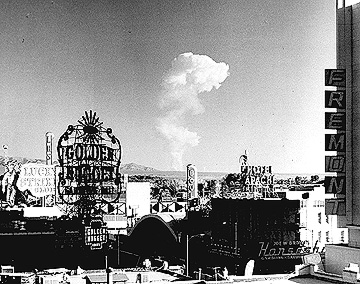
Đám khói hình nấm sau một vụ thử nghiệm